# Salar Morros
El salar Morros es un salar ubicado en la Comuna de Sierra Gorda, Provincia de Antofagasta de la Región de Antofagasta. Es, a su vez, la cuenca endorreica que se extiende en torno al núcleo del salar.
El Servicio Nacional de Geología y Minería de Chile conoce este salar como salar Los Morros - Jaspeado.

## Hidrografía
La superficie cubierta por la sal es de 5 km² y la superficie total de la cuenca es de 1202 km².
La cuenca del salar Morros y la cuenca del salar Elvira fueron utilizadas en un estudio de la Dirección General de Aguas para demostrar el uso de nuevas tecnologías en la definición de acuíferos, por lo que se pueden encontrar en él algunos datos e imágenes de su conformación en Metodología para la delimitación y sectorización de acuíferos a nivel nacional, informe final: 137 